# Valle de Tierra Mayor

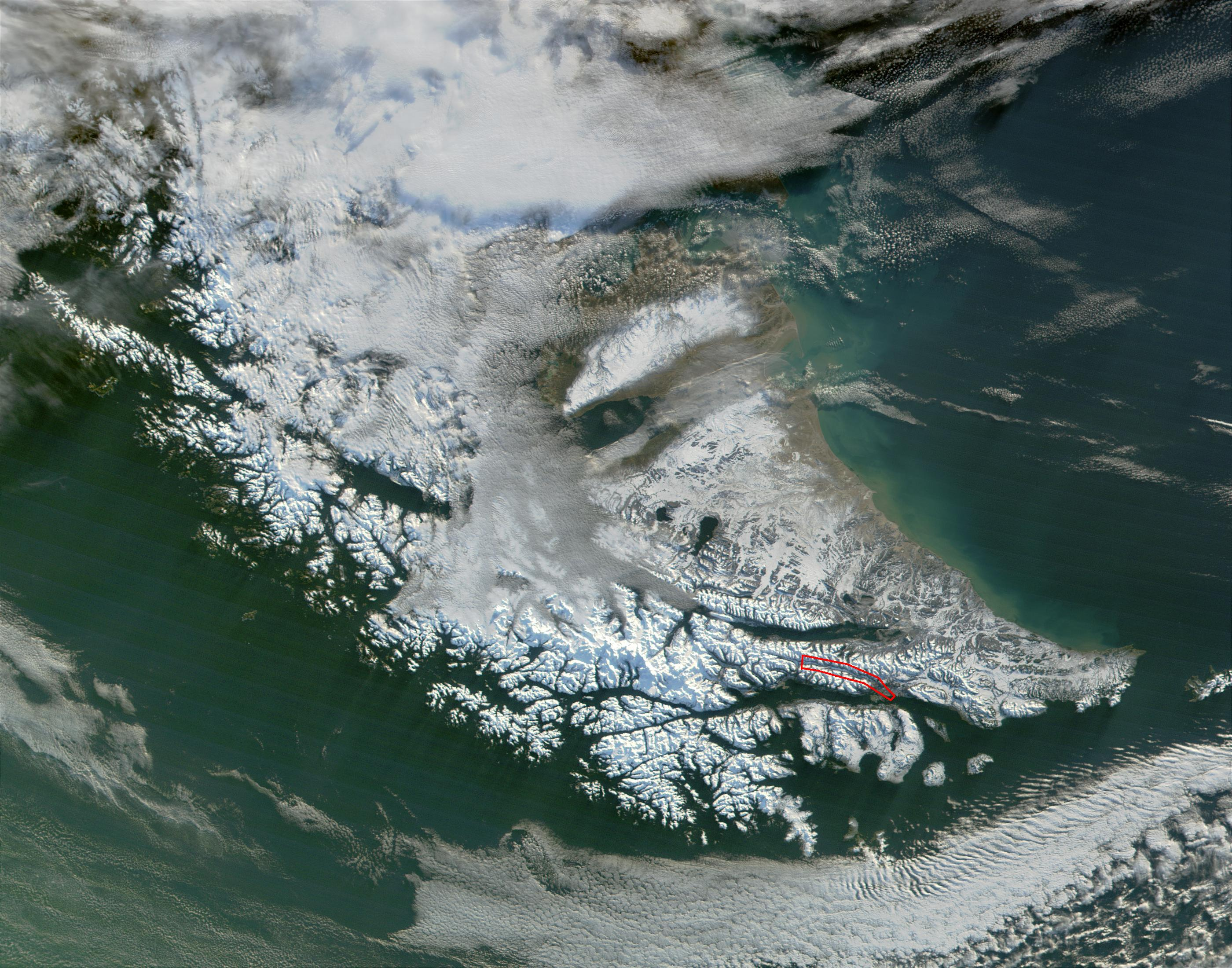
El valle de Tierra Mayor está marcado en rojo en esta vista de satélite de Tierra del Fuego.

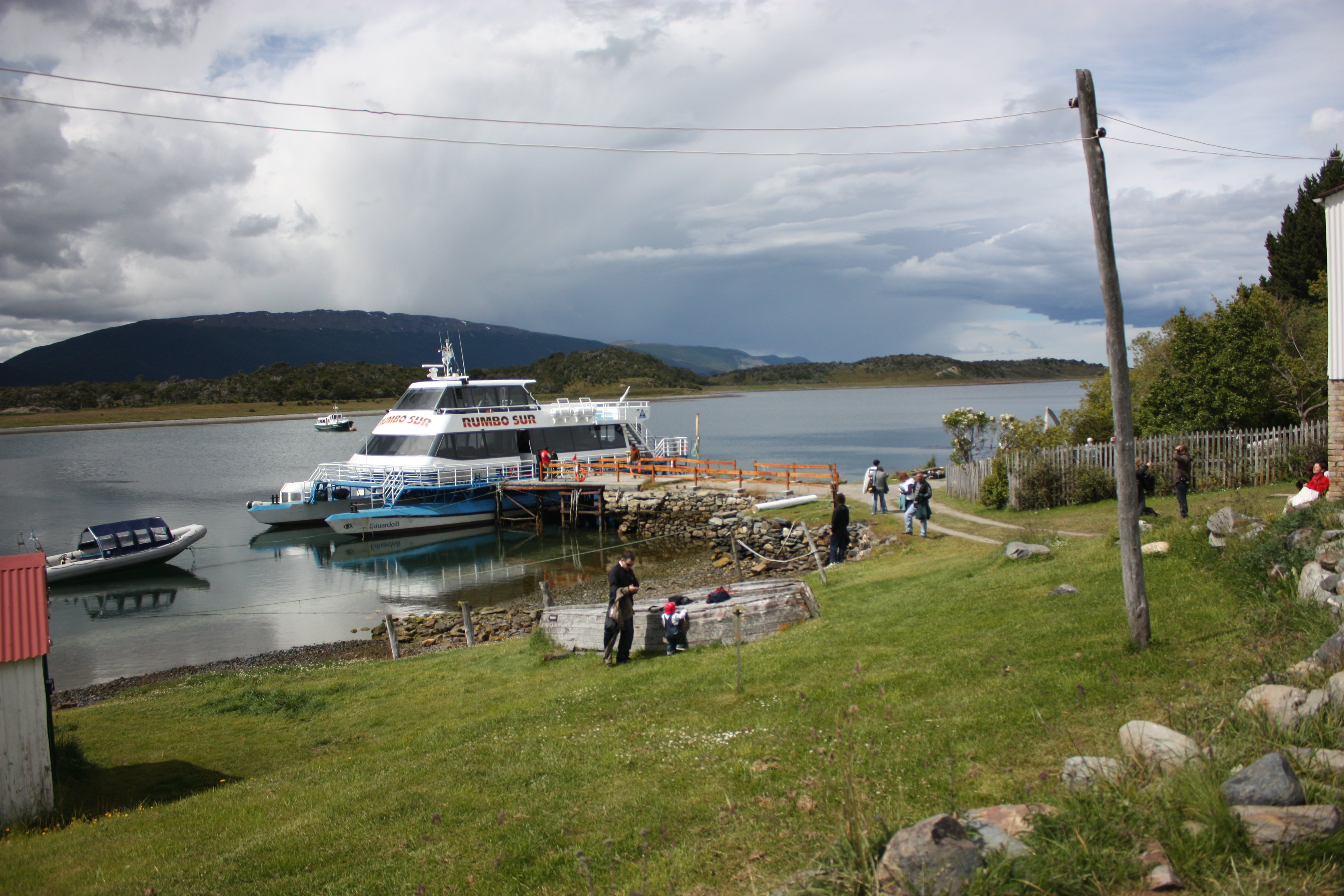
Estancia Harberton, localidad junto a la desembocadura del valle y del río Lasifashaj.

El valle de Tierra Mayor es una depresión localizada en la provincia argentina de Tierra del Fuego, Antártida e Islas del Atlántico Sur. El valle es de origen glaciar  y la actualidad está recorrido por el río Lasifashaj, el cual desemboca cerca de Estancia Harberton.
El comienzo del valle coincide con el punto donde el valle Carbajal gira al sur, luego discurre de forma recta entre montañas, dentro de la cordillera de los Andes fueguinos desde el oeste al este, en el norte la sierra Alvear lo delimita y separa del lago Fagnano, y al sur otra línea de montañas lo separan del canal de Beagle.
El valle está ocupado en gran parte por turberas y el río Lasifashaj, que forma gran cantidad de meandros que las favorecen.
Parte del valle está encuadrado, junto a parte del valle Carbajal, dentro de la Reserva Natural Valle Tierra Mayor desde 1994, de esta forma se protegían sus bosques y turberas.
Es recorrido en parte por la ruta nacional 3, que se llega del norte y que continúa por el valle Carbajal hasta Ushuaia.